# ジョシュ・ラットリッジ
- ジョシュ・ラトリッジ
- ジョシュ・ラットレッジ
- ジョシュ・ラトレッジ

ジョシュア・アラン・“ジョシュ”・ラットリッジ（Joshua Alan "Josh" Rutledge, 1989年4月21日 - ）は、アメリカ合衆国アラバマ州カルマン郡カルマン出身のプロ野球選手（内野手）。右投右打。MLB・サンフランシスコ・ジャイアンツ傘下所属。
メディアによっては「ラトリッジ」などと表記される事もある。

## 経歴

### プロ入りとロッキーズ時代
2010年のMLBドラフト3巡目（全体107位）でコロラド・ロッキーズから指名され、6月25日に契約。契約後、傘下のA-級トリシティ・ダストデビルズでプロデビュー。11試合に出場して打率.128・4打点・1盗塁の成績を残した。
2011年はA+級モデスト・ナッツでプレーし、113試合に出場して打率.348・9本塁打・71打点・16盗塁の成績を残した。
2012年はAA級タルサ・ドリラーズで開幕を迎え、87試合に出場。打率.306・13本塁打・35打点・14盗塁と活躍し、7月13日にトッド・ヘルトンが故障者リスト入りしたため、ロッキーズとメジャー契約を結んでアクティブ・ロースター入りした。同日のフィラデルフィア・フィリーズ戦で「8番・遊撃手」として先発起用されメジャーデビュー。2打数2安打2打点1四球だった。7月29日から8月2日にかけて、4試合連続本塁打を記録した。守備位置は遊撃手だが、トロイ・トゥロウィツキーの復帰後は二塁手へ回った。この年メジャーでは73試合に出場して打率.274・8本塁打・37打点・7盗塁の成績を残した。
2013年3月5日にロッキーズと1年契約に合意し、開幕ロースター入りを果たした。開幕後は正二塁手として起用されていたが、43試合で打率.242と結果を残せず、5月22日にAAA級コロラドスプリングス・スカイソックスへ降格。6月14日にトゥロウィツキーが故障者リスト入りしたため再昇格した。昇格後は遊撃手として先発起用されていたが、7月22日にAAA級コロラドスプリングスへ降格。登録枠が拡大された9月1日に再昇格した。この年は88試合に出場して打率.294・7本塁打・19打点・12盗塁の成績を残した。
2014年3月9日にロッキーズと1年契約に合意。3月26日にAAA級コロラドスプリングスへ異動し、開幕を迎えたが、直後の4月9日にメジャーへ昇格。昇格後は主に代打と守備固めとして出場していたが、5月2日にウイルス感染で15日間の故障者リスト入りした。5月13日に故障者リストから復帰したが、同日にAAA級コロラドスプリングスへ降格。5月24日にノーラン・アレナドが故障者リスト入りしたため再昇格した。昇格後はトゥロウィツキーの故障もあり、遊撃手として出場。この年は105試合に出場して打率.269・4本塁打・33打点・2盗塁の成績を残した。

### エンゼルス傘下時代
2014年12月11日にハイロ・ディアスとのトレードで、ロサンゼルス・エンゼルス・オブ・アナハイムへ移籍した。2015年、エンゼルスでの出場機会は無く、開幕から傘下のAAA級ソルトレイク・ビーズでプレーした。

### レッドソックス時代
2015年7月27日にシェーン・ビクトリーノとのトレードで、ボストン・レッドソックスへ移籍した。レッドソックスではメジャーで試合に出場したが、自己最少の39試合出場に留まった。だが、打率.284は自己ベストの成績であり、1本塁打・10打点をマークした。守備では30試合で二塁を守り、3失策・守備率.996・DRSはゼロという成績だった。また、他には三塁手も5試合守った。11月20日にDFAとなり、11月30日に40人枠を外れてAAA級ポータケット・レッドソックスに降格した。
2016年は招待選手としてスプリングトレーニングに参加することになった。開幕後の4月13日にパブロ・サンドバルの故障者リスト入りにより、メジャー契約を結んで昇格した。6月17日に左膝膝蓋腱炎のため15日間の故障者リスト、7月14日に60日間の故障者リストに入りシーズンを終えた。この年は更に出番が減少し、28試合の出場で打率.265・3打点・2盗塁という成績に留まった。守備は三塁がメインで、17試合で2失策・守備率.917・DRS + 1を記録。他に二塁で5試合、遊撃で1試合守った。11月3日に40人枠から外れてAAA級ポータケットに降格し、4日にFAとなった。
11月23日にコロラド・ロッキーズとマイナー契約を結んだが、12月8日のルール・ファイブ・ドラフトで14番目にレッドソックスから指名され、ウェイバー公示を経てレッドソックスに復帰した。
2017年は37試合に出場して打率.224・7打点・1盗塁の成績を残した。11月2日に40人枠を外れてAAA級ポータケットに降格した。

### ジャイアンツ傘下時代
2017年12月21日にサンフランシスコ・ジャイアンツとマイナー契約を結ぶと報じられ、2018年1月25日に正式に契約を結んだ。

## 詳細情報

### 年度別打撃成績
| 年 度    | 球 団    | 試 合 | 打 席 | 打 数 | 得 点 | 安 打 | 二 塁 打 | 三 塁 打 | 本 塁 打 | 塁 打 | 打 点 | 盗 塁 | 盗 塁 死 | 犠 打 | 犠 飛 | 四 球 | 敬 遠 | 死 球 | 三 振 | 併 殺 打 | 打 率 | 出 塁 率 | 長 打 率 | O P S |
| -------- | -------- | ----- | ----- | ----- | ----- | ----- | -------- | -------- | -------- | ----- | ----- | ----- | -------- | ----- | ----- | ----- | ----- | ----- | ----- | -------- | ----- | -------- | -------- | ----- |
| 2012     | COL      | 73    | 291   | 277   | 37    | 76    | 20       | 5        | 8        | 130   | 37    | 7     | 0        | 0     | 1     | 9     | 0     | 4     | 54    | 8        | .274  | .306     | .469     | .775  |
| 2013     | COL      | 88    | 314   | 285   | 45    | 67    | 6        | 1        | 7        | 96    | 19    | 12    | 0        | 4     | 1     | 22    | 1     | 2     | 62    | 2        | .235  | .294     | .337     | .630  |
| 2014     | COL      | 105   | 342   | 309   | 44    | 83    | 16       | 7        | 4        | 125   | 33    | 2     | 3        | 5     | 2     | 20    | 0     | 6     | 83    | 6        | .269  | .323     | .405     | .728  |
| 2015     | BOS      | 39    | 85    | 74    | 11    | 21    | 1        | 0        | 1        | 25    | 10    | 0     | 0        | 1     | 3     | 5     | 1     | 2     | 26    | 0        | .284  | .333     | .338     | .671  |
| 2016     | BOS      | 28    | 56    | 49    | 9     | 13    | 6        | 0        | 0        | 19    | 3     | 2     | 0        | 1     | 0     | 6     | 0     | 0     | 19    | 3        | .265  | .345     | .388     | .733  |
| 2017     | BOS      | 37    | 118   | 107   | 10    | 24    | 2        | 1        | 0        | 28    | 9     | 1     | 0        | 0     | 0     | 9     | 0     | 2     | 31    | 1        | .224  | .297     | .262     | .558  |
| MLB：6年 | MLB：6年 | 370   | 1206  | 1101  | 156   | 284   | 51       | 14       | 20       | 423   | 111   | 24    | 3        | 11    | 7     | 71    | 2     | 16    | 275   | 20       | .258  | .310     | .384     | .695  |

- 2017年度シーズン終了時

### 背番号
- 14（2012年 - 2014年）
- 30（2015年）
- 32（2016年 - 2017年）